# Рабосо піаве

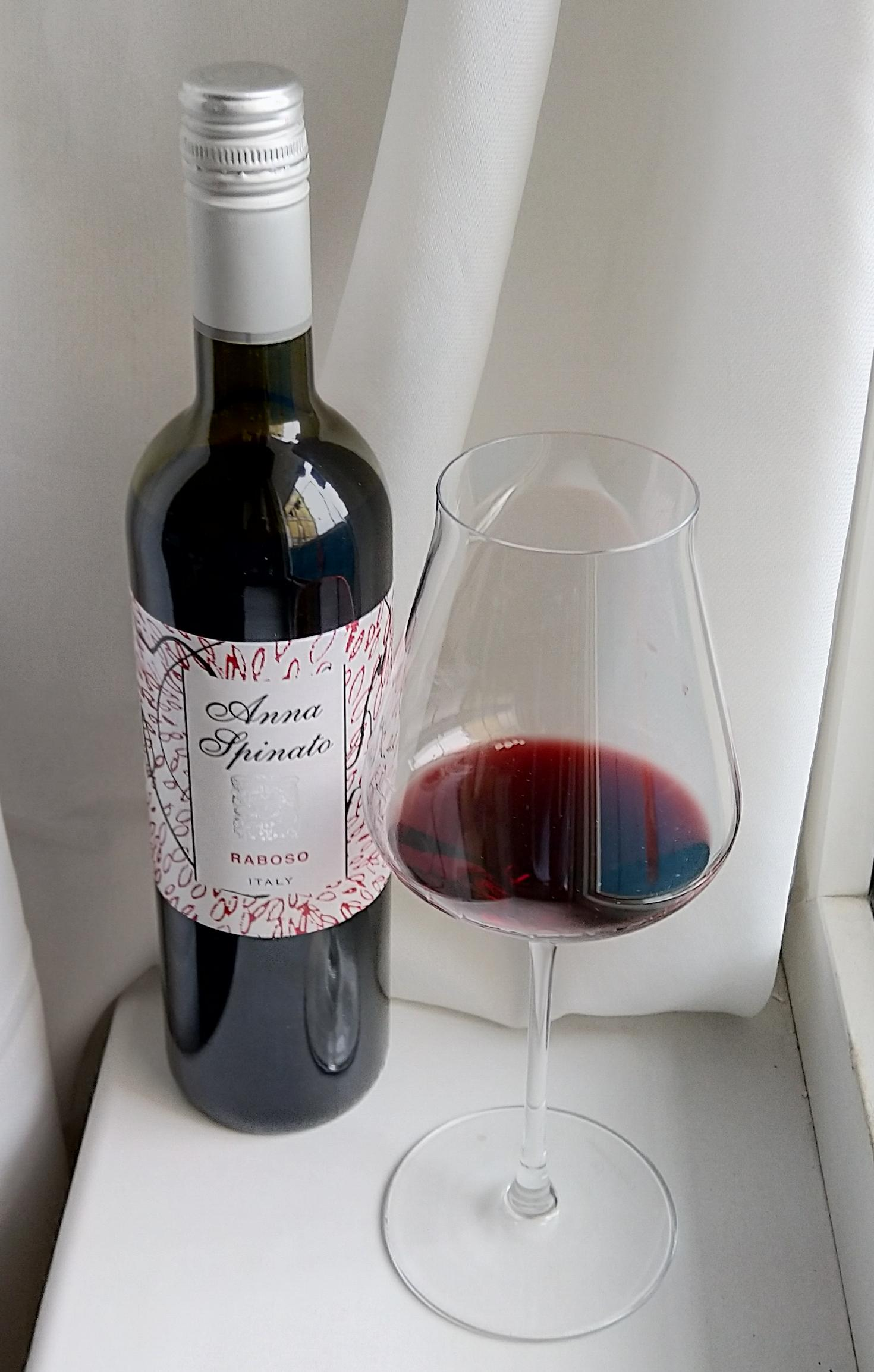
Вино з винограду рабосо піаве

Рабосо піаве (італ. Raboso Piave) — сорт червоного винного винограду, що вирощується головним чином в північно-східному регіоні Італії Венето. Не слід плутати з подібним за характеристиками сортом Рабосо веронезе (італ. Raboso Veronese). Два сорти схожі за зовнішнім виглядом, але все ж існують чіткі відмінності в морфології рослин. Крім того, згідно з результатами дослідження ДНК, рабосо веронезе є результатом схрещування Рабосо піаве та Марземіна Бьянка.

## Історія
Рабосо піаве має давню історію, він відомий з часів Давнього Риму. Найбільшої популярності набув за часів Венеційської республіки, коли вино з нього експортувалось в інші країни.

## Розповсюдження
Сорт здебільшого вирощується у провінції Тревізо. Також культивується у провінції Падуя, де він має назву фріуліано.

## Характеристики сорту
Пізньостиглий сорт. Суцвіття 10-15 см завдовжки, циліндричне, крилате. Квітка двостатева. Лист п'ятикутно-орбікулярний, злегка витягнутий (середня ланцетоподібна частка), середнього розміру, три- або п'ятилопатевий. Черешковий синус відкритий, з верхніми боковими глибокими пазухами. Верхня сторона зелена, нижня сіро-світло-зелена. Черешок тонкий, короткий, злегка фіолетовий або рожевий. Осіннє забарвлення листя як правило рожевого кольору (що навряд чи можна побачити у «Рабосо веронезе»). Гроно з промислової зрілості середнього розміру, компактне, часто трохи вигнуте, 15-20 см завдовжки, циліндрично-пірамідальне (іноді усічено-конічне), крилате з 1 або 2 крилами. Ягода добре прикріплена до квітконіжки, середня, куляста (злегка витягнута), правильної форми, круглого перерізу.
Сорт має відмінну стійкість до гниття (у гарні роки виноград може тривалий час утримуватися на рослині), гарну стійкість до пероноспорозу.

## Характеристики вина
З рабосо піаве зазвичай виробляють сухі червоні вина, моносортові або купажні. Вони мають глибокий колір з високим рівнем танінів, високою кислотністю. Гарно поєднуються зі смаженим м'ясом та витриманими сирами. Іноді з цього сорту виробляють десертні вина з в'яленого винограду.